# Résultats détaillés des championnats du monde d'athlétisme 1991
Cet article contient les résultats détaillés des Championnats du monde d'athlétisme 1991 de Tokyo.
| Courses: 100 m - 200 m - 400 m - 800 m - 1 500 m - 3 000 m - 5 000 m - 10 000 m - Marathon Obstacles: 100 m haies - 110 m haies - 400 m haies - 3 000 m steeple Marche: 10 km - 20 km - 50 km Sauts: Hauteur - Longueur - Triple saut - Perche Lancers: Javelot - Disque - Poids - Marteau Relais: 4 × 100 m - 4 × 400 m Epreuves combinées: Décathlon - Heptathlon Tableau des médailles - Légende - Liens externes |

## 100 m
| Rang | Pays        | Athlète                 | Temps        |
| ---- | ----------- | ----------------------- | ------------ |
| 1    | États-Unis  | Carl Lewis              | 9 s 86 (RM)  |
| 2    | États-Unis  | Leroy Burrell           | 9 s 88       |
| 3    | États-Unis  | Dennis Mitchell         | 9 s 91       |
| 4    | Royaume-Uni | Linford Christie        | 9 s 92 (RE)  |
| 5    | Namibie     | Frankie Fredericks      | 9 s 95 (RAf) |
| 6    | Jamaïque    | Raymond Stewart         | 9 s 96 (RN)  |
| 7    | Brésil      | Robson Caetano da Silva | 10 s 12      |
| 8    | Canada      | Bruny Surin             | 10 s 14      |

| Rang | Pays             | Athlète               | Temps   |
| ---- | ---------------- | --------------------- | ------- |
| 1    | Allemagne        | Katrin Krabbe         | 10 s 99 |
| 2    | États-Unis       | Gwen Torrence         | 11 s 03 |
| 3    | Jamaïque         | Merlene Ottey         | 11 s 06 |
| 4    | Union soviétique | Irina Privalova       | 11 s 16 |
| 5    | États-Unis       | Evelyn Ashford        | 11 s 30 |
| 6    | Jamaïque         | Juliet Cuthbert       | 11 s 33 |
| 7    | Nigeria          | Mary Onyali           | 11 s 39 |
| 8    | États-Unis       | Carlette Guidry-White | 11 s 52 |

## 200 m
| Rang | Pays             | Athlète                 | Performance |
| ---- | ---------------- | ----------------------- | ----------- |
| 1    | États-Unis       | Michael Johnson         | 20 s 01     |
| 2    | Namibie          | Frankie Fredericks      | 20 s 34     |
| 3    | Canada           | Atlee Mahorn            | 20 s 49     |
| 4    | Brésil           | Robson Caetano Da Silva | 20 s 49     |
| 5    | Nigeria          | Olapade Adeniken        | 20 s 51     |
| 6    | France           | Jean-Charles Trouabal   | 20 s 58     |
| 7    | Bulgarie         | Nikolay Antonov         | 20 s 59     |
| 8    | Union soviétique | Aleksandr Sokolov       | 20 s 78     |

| Rang | Pays             | Athlète                | Performance |
| ---- | ---------------- | ---------------------- | ----------- |
| 1    | Allemagne        | Katrin Krabbe          | 22 s 09     |
| 2    | États-Unis       | Gwen Torrence          | 22 s 16     |
| 3    | Jamaïque         | Merlene Ottey          | 22 s 21     |
| 4    | Union soviétique | Irina Privalova        | 22 s 28     |
| 5    | Union soviétique | Galina Malchugina      | 22 s 66     |
| 6    | États-Unis       | Dannette Young-Stone   | 22 s 87     |
| 7    | Bahamas          | Pauline Davis-Thompson | 22 s 90     |
| 8    | Union soviétique | Yelena Vinogradova     | 23 s 10     |

## 400 m
| Rang | Pays              | Athlète           | Temps   |
| ---- | ----------------- | ----------------- | ------- |
| 1    | États-Unis        | Antonio Pettigrew | 44 s 57 |
| 2    | Royaume-Uni       | Roger Black       | 44 s 62 |
| 3    | États-Unis        | Danny Everett     | 44 s 63 |
| 4    | Cuba              | Roberto Hernández | 44 s 86 |
| 5    | États-Unis        | Andrew Valmon     | 45 s 09 |
| 6    | Trinité-et-Tobago | Ian Morris        | 45 s 12 |
| 7    | Japon             | Susumu Takano     | 45 s 39 |
| 8    | Australie         | Mark Garner       | 45 s 47 |

| Rang | Pays             | Athlète                 | Temps         |
| ---- | ---------------- | ----------------------- | ------------- |
| 1    | France           | Marie-José Pérec        | 49 s 13       |
| 2    | Allemagne        | Grit Breuer             | 49 s 42 (RMJ) |
| 3    | Espagne          | Sandra Myers            | 49 s 78       |
| 4    | Union soviétique | Olga Vladykina-Bryzgina | 49 s 82       |
| 5    | États-Unis       | Jearl Miles-Clark       | 50 s 50       |
| 6    | Colombie         | Ximena Restrepo         | 50 s 79       |
| 7    | États-Unis       | Lillie Leatherwood      | 51 s 53       |
| 8    | États-Unis       | Diane Dixon             | 51 s 73       |

## 800 m
| Rang | Pays             | Athlète           | Temps         |
| ---- | ---------------- | ----------------- | ------------- |
| 1    | Kenya            | Billy Konchellah  | 1 min 43 s 99 |
| 2    | Brésil           | José Luiz Barbosa | 1 min 44 s 24 |
| 3    | États-Unis       | Mark Everett      | 1 min 44 s 67 |
| 4    | Kenya            | Paul Ereng        | 1 min 44 s 75 |
| 5    | Pologne          | Piotr Piekarski   | 1 min 45 s 44 |
| 6    | États-Unis       | Johnny Gray       | 1 min 45 s 67 |
| 7    | Union soviétique | Andrey Sudnik     | 1 min 46 s 36 |
| 8    | Espagne          | Tomás de Teresa   | 1 min 47 s 65 |

| Rang | Pays             | Athlète             | Temps                |
| ---- | ---------------- | ------------------- | -------------------- |
| 1    | Union soviétique | Liliya Nurutdinova  | 1 min 57 s 50        |
| 2    | Cuba             | Ana Fidelia Quirot  | 1 min 57 s 55        |
| 3    | Roumanie         | Ella Kovacs         | 1 min 57 s 58        |
| 4    | Mozambique       | Maria Mutola        | 1 min 57 s 63 (RMJ)  |
| 5    | Suriname         | Letitia Vriesde     | 1 min 58 s 25 (RAmS) |
| 6    | Allemagne        | Christine Wachtel   | 1 min 58 s 90        |
| 7    | Royaume-Uni      | Ann Williams        | 2 min 01 s 01        |
| 8    | Union soviétique | Svetlana Masterkova | 2 min 02 s 92        |

## 1 500 m
| Rang | Pays      | Athlète            | Temps              |
| ---- | --------- | ------------------ | ------------------ |
| 1    | Algérie   | Noureddine Morceli | 3 min 32 s 84 (RC) |
| 2    | Kenya     | Wilfred Kirochi    | 3 min 34 s 84      |
| 3    | Allemagne | Hauke Fuhlbrügge   | 3 min 35 s 28      |
| 4    | Allemagne | Jens-Peter Herold  | 3 min 35 s 37      |
| 5    | Espagne   | Fermín Cacho       | 3 min 35 s 62      |
| 6    | Portugal  | Mário Silva        | 3 min 35 s 76      |
| 7    | Kenya     | David Kibet        | 3 min 36 s 03      |
| 8    | Italie    | Gennaro Di Napoli  | 3 min 36 s 56      |

| Rang | Pays             | Athlète                      | Performance   |
| ---- | ---------------- | ---------------------------- | ------------- |
| 1    | Algérie          | Hassiba Boulmerka            | 4 min 02 s 21 |
| 2    | Union soviétique | Tatyana Samolenko-Dorovskikh | 4 min 02 s 58 |
| 3    | Union soviétique | Lyudmila Rogachova           | 4 min 02 s 72 |
| 4    | Roumanie         | Doina Melinte                | 4 min 03 s 19 |
| 5    | Allemagne        | Ellen Kiessling              | 4 min 04 s 75 |
| 6    | Royaume-Uni      | Kirsty Wade                  | 4 min 05 s 16 |
| 7    | Kenya            | Susan Sirma                  | 4 min 05 s 47 |
| 8    | Pologne          | Malgorzata Rydz              | 4 min 05 s 52 |

## 5 000 m/3 000 m
| Rang | Pays      | Athlète         | Temps               |
| ---- | --------- | --------------- | ------------------- |
| 1    | Kenya     | Yobes Ondieki   | 13 min 14 s 45 (RC) |
| 2    | Éthiopie  | Fita Bayissa    | 13 min 16 s 64      |
| 3    | Maroc     | Brahim Boutayeb | 13 min 22 s 70      |
| 4    | Allemagne | Dieter Baumann  | 13 min 28 s 67      |
| 5    | Portugal  | Domingos Castro | 13 min 28 s 88      |
| 6    | Maroc     | Khalid Skah     | 13 min 32 s 90      |
| 7    | Finlande  | Risto Ulmala    | 13 min 33 s 46      |
| 8    | Portugal  | Dionisio Castro | 13 min 35 s 39      |

| Rang | Pays             | Athlète           | Temps               |
| ---- | ---------------- | ----------------- | ------------------- |
| 1    | Union soviétique | Tatyana Samolenko | 8 min 35 s 82       |
| 2    | Union soviétique | Yelena Romanova   | 8 min 36 s 06       |
| 3    | Kenya            | Susan Sirma       | 8 min 39 s 41 (RAf) |
| 4    | Finlande         | Päivi Tikkanen    | 8 min 41 s 30       |
| 5    | Roumanie         | Margareta Keszeg  | 8 min 42 s 02       |
| 6    | Italie           | Roberta Brunet    | 8 min 42 s 64       |
| 7    | États-Unis       | Judi St Hilaire   | 8 min 44 s 02       |
| 8    | États-Unis       | Annette Peters    | 8 min 44 s 02       |

## 10 000 m
| Rang | Pays         | Athlète             | Temps           |
| ---- | ------------ | ------------------- | --------------- |
| 1    | Kenya        | Moses Tanui         | 27 min 38 s 74  |
| 2    | Kenya        | Richard Chelimo     | 27 min 39 s 41  |
| 3    | Maroc        | Khalid Skah         | 27 min 41 s 74  |
| 4    | Kenya        | Thomas Osano        | 27 min 53 s 66  |
| 5    | Royaume-Uni  | Richard Nerurkar    | 27 min 57 s 14  |
| 6    | Burkina Faso | Aloÿs Nizigama      | 28 min 03 s 03  |
| 7    | Rwanda       | Mathias Ntawulikura | 28 min 10 s 38  |
| 8    | Maroc        | Hammou Boutayeb     | 28 smin 12 s 77 |

| Rang | Pays        | Athlète                        | Performance    |
| ---- | ----------- | ------------------------------ | -------------- |
| 1    | Royaume-Uni | Liz Lynch-McColgan             | 31 min 14 s 31 |
| 2    | Chine       | Zhong Huandi                   | 31 min 35 s 08 |
| 3    | Chine       | Wang Xiuting                   | 31 min 35 s 99 |
| 4    | Allemagne   | Kathrin Ullrich-Wessel         | 31 min 38 s 96 |
| 5    | États-Unis  | Lynn Jennings                  | 31 min 54 s 44 |
| 6    | Allemagne   | Uta Pippig                     | 31 min 55 s 68 |
| 7    | Norvège     | Ingrid Christensen-Kristiansen | 32 min 10 s 75 |
| 8    | Éthiopie    | Derartu Tulu                   | 32 min 16 s 55 |

## Marathon
| Rang | Pays       | Athlète           | Temps           |
| ---- | ---------- | ----------------- | --------------- |
| 1    | Japon      | Hiromi Taniguchi  | 2 h 14 min 57 s |
| 2    | Djibouti   | Ahmed Salah       | 2 h 15 min 26 s |
| 3    | États-Unis | Steve Spence      | 2 h 15 min 36 s |
| 4    | Pologne    | Jan Huruk         | 2 h 15 min 47 s |
| 5    | Japon      | Futoshi Shinohara | 2 h 15 min 52 s |
| 6    | Italie     | Salvatore Bettiol | 2 h 15 min 58 s |
| 7    | Mexique    | Maurilio Castillo | 2 h 16 min 15 s |
| 8    | Italie     | Gelindo Bordin    | 2 h 17 min 03 s |

| Rang | Pays             | Athlète               | Performance     |
| ---- | ---------------- | --------------------- | --------------- |
| 1    | Pologne          | Wanda Panfil          | 2 h 29 min 53 s |
| 2    | Japon            | Sachiko Yamashita     | 2 h 29 min 57 s |
| 3    | Allemagne        | Katrin Dörre-Heinig   | 2 h 30 min 10 s |
| 4    | Japon            | Yuko Arimori          | 2 h 31 min 08 s |
| 5    | France           | Maria Rebelo-Lelut    | 2 h 32 min 05 s |
| 6    | Pologne          | Kamila Gradus         | 2 h 32 min 09 s |
| 7    | Portugal         | Maria Manuela Machado | 2 h 32 min 33 s |
| 8    | Union soviétique | Ramilya Burangulova   | 2 h 33 min 00 s |

## 20 km marche/10 km marche
| Rang | Pays             | Athlète                | Temps                 |
| ---- | ---------------- | ---------------------- | --------------------- |
| 1    | Italie           | Maurizio Damilano      | 1 h 19 min 37 s (RC)  |
| 2    | Union soviétique | Mikhail Shchennikov    | 1 h 19 min 46 s       |
| 3    | Union soviétique | Yevgeniy Misyulya      | 1 h 20 min 22 s       |
| 4    | Italie           | Giovanni De Benedictis | 1 h 20 min 29 s       |
| 5    | Espagne          | Valentí Massana        | 1 h 20 min 29 s       |
| 6    | Allemagne        | Robert Ihly            | 1 h 20 min 52 s       |
| 7    | Italie           | Walter Arena           | 1 h 21 min 01 s       |
| 8    | Chine            | Li Mingcai             | 1 h 21 min 15 s (RAs) |

| Rang | Pays             | Athlète                | Temps            |
| ---- | ---------------- | ---------------------- | ---------------- |
| 1    | Union soviétique | Alina Ivanova          | 42 min 57 s (RC) |
| 2    | Suède            | Madelein Svensson      | 43 min 13 s      |
| 3    | Finlande         | Sari Essayah           | 43 min 13 s      |
| 4    | Union soviétique | Irina Strakhova        | 43 min 40 s      |
| 5    | Australie        | Kerry Saxby-Junna      | 44 min 02 s      |
| 6    | Mexique          | Maria Graciela Mendoza | 44 min 03 s      |
| 7    | Italie           | Ileana Salvador        | 44 min 09 s      |
| 8    | Chine            | Chen Yueling           | 44 min 11 s      |

## 50 km marche
| Rang | Pays             | Athlète             | Performance     |
| ---- | ---------------- | ------------------- | --------------- |
| 1    | Union soviétique | Aleksandr Potashov  | 3 h 53 min 09 s |
| 2    | Union soviétique | Andrey Perlov       | 3 h 53 min 09 s |
| 3    | Allemagne        | Hartwig Gauder      | 3 h 55 min 14 s |
| 4    | Union soviétique | Vitaliy Popovich    | 4 h 00 min 10 s |
| 5    | Finlande         | Valentin Kononen    | 4 h 02 min 34 s |
| 6    | Italie           | Giuseppe De Gaetano | 4 h 03 min 43 s |
| 7    | Japon            | Fumio Imamura       | 4 h 06 min 07 s |
| 8    | France           | René Piller         | 4 h 06 min 30 s |

## 110 m haies/100 m haies
| Rang | Pays        | Athlète             | Temps   |
| ---- | ----------- | ------------------- | ------- |
| 1    | États-Unis  | Greg Foster         | 13 s 06 |
| 2    | États-Unis  | Jack Pierce         | 13 s 06 |
| 3    | Royaume-Uni | Tony Jarrett        | 13 s 25 |
| 4    | Canada      | Mark McKoy          | 13 s 30 |
| 5    | France      | Dan Philibert       | 13 s 33 |
| 6    | Russie      | Vladimir Shishkin   | 13 s 39 |
| 7    | Allemagne   | Florian Schwarthoff | 13 s 41 |
| 8    | Chine       | Li Tong             | 13 s 46 |

| Rang | Pays             | Athlète              | Temps   |
| ---- | ---------------- | -------------------- | ------- |
| 1    | Union soviétique | Ludmila Narozhilenko | 12 s 59 |
| 2    | États-Unis       | Gail Devers          | 12 s 63 |
| 3    | Union soviétique | Natalya Grigoryeva   | 12 s 69 |
| 4    | France           | Monique Ewanje-Epée  | 12 s 84 |
| 5    | Suisse           | Julie Baumann        | 12 s 88 |
| 6    | France           | Florence Colle       | 13 s 01 |
| 7    | Cuba             | Aliuska López        | 13 s 06 |
| 8    | Allemagne        | Kristin Patzwahl     | 13 s 07 |

## 400 m haies
| Rang | Pays        | Athlète           | Temps        |
| ---- | ----------- | ----------------- | ------------ |
| 1    | Zambie      | Samuel Matete     | 47 s 64      |
| 2    | Jamaïque    | Winthrop Graham   | 47 s 74 (RN) |
| 3    | Royaume-Uni | Kriss Akabusi     | 47 s 86 (RN) |
| 4    | États-Unis  | Kevin Young       | 48 s 01      |
| 5    | États-Unis  | Danny Harris      | 48 s 46      |
| 6    | États-Unis  | Derrick Adkins    | 49 s 28      |
| 7    | Kenya       | Erick Keter       | 49 s 99      |
| 8    | Suède       | Niklas Wallenlind | 50 s 28      |

| Rang | Pays             | Athlète                        | Temps        |
| ---- | ---------------- | ------------------------------ | ------------ |
| 1    | Union soviétique | Tatyana Ledovskaya             | 53 s 11 (RC) |
| 2    | Royaume-Uni      | Sally Gunnell                  | 53 s 16 (RN) |
| 3    | États-Unis       | Janeene Vickers                | 53 s 47      |
| 4    | États-Unis       | Sandra Farmer-Patrick          | 53 s 95      |
| 5    | États-Unis       | Kim Batten                     | 53 s 98      |
| 6    | Suisse           | Anita Protti                   | 54 s 25      |
| 7    | Allemagne        | Heike Meissner                 | 55 s 26      |
| 8    | Union soviétique | Margarita Khromova-Ponomaryova | 55 s 27      |

## 3 000 m steeple
| Rang | Pays       | Athlète           | Temps         |
| ---- | ---------- | ----------------- | ------------- |
| 1    | Kenya      | Moses Kiptanui    | 8 min 12 s 59 |
| 2    | Kenya      | Patrick Sang      | 8 min 13 s 44 |
| 3    | Algérie    | Azzedine Brahmi   | 8 min 15 s 54 |
| 4    | Kenya      | Julius Kariuki    | 8 min 16 s 81 |
| 5    | États-Unis | Brian Diemer      | 8 min 17 s 76 |
| 6    | Maroc      | Abdelaziz Sahere  | 8 min 19 s 40 |
| 7    | Italie     | Angelo Carosi     | 8 min 20 s 80 |
| 8    | Italie     | Francesco Panetta | 8 min 26 s 79 |

## 4 × 100 m relais
| Rang | Pays             | Athlètes                                                             | Temps         |
| ---- | ---------------- | -------------------------------------------------------------------- | ------------- |
| 1    | États-Unis       | Andre Cason Leroy Burrell Dennis Mitchell Carl Lewis                 | 37 s 50 (RM)  |
| 2    | France           | Max Morinière Daniel Sangouma Jean-Charles Trouabal Bruno Marie-Rose | 37 s 87       |
| 3    | Royaume-Uni      | Tony Jarrett John Regis Darren Braithwaite Linford Christie          | 38 s 09       |
| 4    | Nigeria          | George Ogbeide Olapade Adeniken Victor Omagbemi Davidson Ezinwa      | 38 s 43 (RAf) |
| 5    | Italie           | Mario Longo Ezio Madonia Sandro Floris Stefano Tilli                 | 38 s 52       |
| 6    | Jamaïque         | Dennis Mowatt Raymond Stewart Michael Green John Mair                | 38 s 67       |
| 7    | Union soviétique | Viktor Bryzgin Aleksandr Sokolov Oleh Kramarenko Vitaliy Savin       | 38 s 68       |
| 8    | Canada           | Ben Johnson Mike Dwyer Cyprian Enweani Peter Ogilvie                 | 39 s 51       |

| Rang | Pays             | Athlètes                                                            | Temps   |
| ---- | ---------------- | ------------------------------------------------------------------- | ------- |
| 1    | Jamaïque         | Dahlia Duhaney Juliet Cuthbert Beverly McDonald Merlene Ottey       | 41 s 94 |
| 2    | Union soviétique | Natalya Kovtun Galina Malchugina Yelena Vinogradova Irina Privalova | 42 s 20 |
| 3    | Allemagne        | Grit Breuer Katrin Krabbe Sabine Richter Heike Daute-Drechsler      | 42 s 33 |
| 4    | Nigeria          | Beatrice Utondu Rufina Ubah Christy Opara-Thompson Mary Onyali      | 42 s 77 |
| 5    | France           | Laurence Bily Maguy Nestoret Valérie Jean-Charles Marie-José Pérec  | 43 s 34 |
| 6    | Cuba             | Eusebia Riquelme Aliuska López Julia Duporty Liliana Allen          | 43 s 75 |
| 7    | Italie           | Marisa Masullo Donatella Dal Bianco Daniela Ferrian Rossella Tarolo | 43 s 76 |
| 8    | Australie        | Monique Dunstan Kathy Sambell Melissa Moore Kerry Johnson           | 43 s 79 |

## 4 × 400 m relais
| Rang | Pays        | Athlètes                                                      | Temps              |
| ---- | ----------- | ------------------------------------------------------------- | ------------------ |
| 1    | Royaume-Uni | Roger Black Derek Redmond John Regis Kriss Akabusi            | 2 min 57 s 53 (RE) |
| 2    | États-Unis  | Andrew Valmon Quincy Watts Danny Everett Antonio Pettigrew    | 2 min 57 s 57      |
| 3    | Jamaïque    | Patrick O'Connor Devon Morris Winthrop Graham Seymour Fagan   | 3 min 00 s 10      |
| 4    | Yougoslavie | Dejan Jovković Nenad Djurović Ismail Macev Slobodan Branković | 3 min 00 s 32      |
| 5    | Kenya       | Samson Kitur Simon Kemboi Charles Gitonga Simon Kipkemboi     | 3 min 00 s 34      |
| 6    | Allemagne   | Klaus Just Rico Lieder Norbert Dobeleit Jens Carlowitz        | 3 min 00 s 75      |
| 7    | Maroc       | Abdelali Kasbane Ali Dahane Bouchaib Belkaid Benyounès Lahlou | 3 min 04 s 49      |
| 8    | Cuba        | Agustin Pavo Hector Herrera Jorge Valentin Lazaro Martínez    | 3 min 05 s 33      |

| Rang | Pays             | Athlètes                                                           | Performance   |
| ---- | ---------------- | ------------------------------------------------------------------ | ------------- |
| 1    | Union soviétique | Tatyana Ledovskaya Lyudmila Dzhigalova Olga Nazarova Olga Bryzgina | 3 min 18 s 43 |
| 2    | États-Unis       | Rochelle Stevens Diane Dixon Jearl Miles-Clark Lillie Leatherwood  | 3 min 20 s 15 |
| 3    | Allemagne        | Uta Rohländer Katrin Krabbe Christine Wachtel Grit Breuer          | 3 min 21 s 25 |
| 4    | Royaume-Uni      | -                                                                  | 3 min 22 s 01 |
| 5    | Nigeria          | -                                                                  | 3 min 24 s 45 |
| 6    | Canada           | -                                                                  | 3 min 27 s 42 |
| 7    | Espagne          | -                                                                  | 3 min 27 s 57 |
| 8    | Hongrie          | -                                                                  | 3 min 29 s 07 |

## Saut en hauteur
| Rang | Pays        | Athlète          | Hauteur     |
| ---- | ----------- | ---------------- | ----------- |
| 1    | États-Unis  | Charles Austin   | 2,38 m (RC) |
| 2    | Cuba        | Javier Sotomayor | 2,36 m      |
| 3    | États-Unis  | Hollis Conway    | 2,36 m      |
| 4    | Royaume-Uni | Dalton Grant     | 2,36 m (RN) |
| 5    | Bahamas     | Troy Kemp        | 2,34 m      |
| 5    | Cuba        | Marino Drake     | 2,34 m      |
| 7    | Suède       | Patrik Sjöberg   | 2,31 m      |
| 8    | États-Unis  | Rick Noji        | 2,28 m      |

| Rang | Pays             | Athlète               | Hauteur |
| ---- | ---------------- | --------------------- | ------- |
| 1    | Allemagne        | Heike Redetzky-Henkel | 2,05 m  |
| 2    | Union soviétique | Yelena Yelesina       | 1,98 m  |
| 3    | Union soviétique | Inha Babakova         | 1,96 m  |
| 4    | Pologne          | Beata Holub           | 1,96 m  |
| 5    | Allemagne        | Birgit Kähler         | 1,93 m  |
| 6    | Bulgarie         | Stefka Kostadinova    | 1,93 m  |
| 7    | Union soviétique | Tamara Bykova         | 1,93 m  |
| 8    | Hongrie          | Judit Kovacs          | 1,90 m  |

## Saut en longueur
| Rang | Pays             | Athlète              | Distance    |
| ---- | ---------------- | -------------------- | ----------- |
| 1    | États-Unis       | Mike Powell          | 8,95 m (RM) |
| 2    | États-Unis       | Carl Lewis           | 8,91 m      |
| 3    | États-Unis       | Larry Myricks        | 8,42 m      |
| 4    | Allemagne        | Dietmar Haaf         | 8,22 m      |
| 5    | Roumanie         | Bogdan Tudor         | 8,06 m      |
| 6    | Australie        | David Culbert        | 8,02 m      |
| 7    | Italie           | Giovanni Evangelisti | 8,01 m      |
| 8    | Union soviétique | Vladimir Ochkan      | 7,99 m      |

| Rang | Pays             | Athlète                | Distance |
| ---- | ---------------- | ---------------------- | -------- |
| 1    | États-Unis       | Jackie Joyner-Kersee   | 7,32 m   |
| 2    | Allemagne        | Heike Daute-Drechsler  | 7,29 m   |
| 3    | Union soviétique | Larisa Berezhnaya      | 7,11 m   |
| 4    | Union soviétique | Yelena Sinchukova      | 7,04 m   |
| 5    | Allemagne        | Susen Tiedtke          | 6,77 m   |
| 6    | Roumanie         | Marieta Ilcu           | 6,72 m   |
| 7    | Autriche         | Ljudmila Ninova-Rudoll | 6,72 m   |
| 8    | Union soviétique | Yelena Belevskaya      | 6,69 m   |

## Saut à la perche
| Rang | Pays             | Athlète           | Hauteur     |
| ---- | ---------------- | ----------------- | ----------- |
| 1    | Union soviétique | Sergeï Bubka      | 5,95 m (RC) |
| 2    | Hongrie          | István Bagyula    | 5,90 m      |
| 3    | Union soviétique | Maksim Tarasov    | 5,85 m      |
| 4    | Union soviétique | Radion Gataullin  | 5,85 m      |
| 5    | Suède            | Peter Widen       | 5,75 m      |
| 6    | États-Unis       | Tim Bright        | 5,75 m      |
| 7    | Autriche         | Hermann Fehringer | 5,60 m      |
| 8    | France           | Thierry Vigneron  | 5,60 m      |

## Triple saut
| Rang | Pays             | Athlète             | Distance |
| ---- | ---------------- | ------------------- | -------- |
| 1    | États-Unis       | Kenny Harrison      | 17,78 m  |
| 2    | Union soviétique | Leonid Voloshin     | 17,75 m  |
| 3    | États-Unis       | Mike Conley         | 17,62 m  |
| 4    | Union soviétique | Vasiliy Sokov       | 17,28 m  |
| 5    | Suède            | Tord Henriksson     | 17,12 m  |
| 6    | Bermudes         | Brian Wellman       | 16,98 m  |
| 7    | Cuba             | Yoelbi Quesada      | 16,94 m  |
| 8    | France           | Georges Sainte-Rose | 16,92 m  |

## Lancer du javelot
| Rang | Pays             | Athlète             | Distance |
| ---- | ---------------- | ------------------- | -------- |
| 1    | Finlande         | Kimmo Kinnunen      | 90,82 m  |
| 2    | Finlande         | Seppo Räty          | 88,12 m  |
| 3    | Union soviétique | Vladimir Sasimovich | 87,08 m  |
| 4    | Nouvelle-Zélande | Gavin Lovegrove     | 84,24 m  |
| 5    | Royaume-Uni      | Mick Hill           | 84,12 m  |
| 6    | Islande          | Sigurður Einarsson  | 83,46 m  |
| 7    | Suède            | Dag Wennlund        | 81,14 m  |
| 8    | Suède            | Patrik Bodén        | 78,58 m  |

| Rang | Pays             | Athlète                 | Distance |
| ---- | ---------------- | ----------------------- | -------- |
| 1    | Chine            | Xu Demei                | 68,78 m  |
| 2    | Allemagne        | Petra Felke-Meier       | 68,68 m  |
| 3    | Allemagne        | Silke Renk              | 66,80 m  |
| 4    | Union soviétique | Natalya Cherniyenko     | 65,22 m  |
| 5    | Norvège          | Trine Solberg-Hattestad | 63,36 m  |
| 6    | Australie        | Louise McPaul           | 63,34 m  |
| 7    | Cuba             | Dulce García            | 62,68 m  |
| 8    | Finlande         | Päivi Alafrantti        | 62,26 m  |

## Lancer du disque
| Rang | Pays             | Athlète            | Distance |
| ---- | ---------------- | ------------------ | -------- |
| 1    | Allemagne        | Lars Riedel        | 66,20 m  |
| 2    | Pays-Bas         | Erik De Bruin      | 65,82 m  |
| 3    | Hongrie          | Attila Horváth     | 65,32 m  |
| 4    | Allemagne        | Wolfgang Schmidt   | 64,76 m  |
| 5    | États-Unis       | Mike Buncic        | 64,20 m  |
| 6    | Allemagne        | Jürgen Schult      | 63,12 m  |
| 7    | Union soviétique | Dmitri Chevtchenko | 62,90 m  |
| 8    | Cuba             | Roberto Moya       | 61,44 m  |

| Rang | Pays             | Athlète                | Distance      |
| ---- | ---------------- | ---------------------- | ------------- |
| 1    | Bulgarie         | Tsvetanka Khristova    | 71,02 m       |
| 2    | Allemagne        | Ilke Wyludda           | 69,12 m       |
| 3    | Union soviétique | Larisa Mikhalchenko    | 68,26 m       |
| 4    | Allemagne        | Martina Opitz-Hellmann | 67,14 m       |
| 5    | Australie        | Daniela Costian        | 66,06 m (ROc) |
| 6    | Chine            | Min Chunfeng           | 65,56 m       |
| 7    | Union soviétique | Irina Yatchenko        | 64,92 m       |
| 8    | Chine            | Zhao Yonghua           | 63,62 m       |

## Lancer du poids
| Rang | Pays             | Athlète            | Distance |
| ---- | ---------------- | ------------------ | -------- |
| 1    | Suisse           | Werner Günthör     | 21,67 m  |
| 2    | Norvège          | Lars Arvid Nilsen  | 20,75 m  |
| 3    | Union soviétique | Aleksandr Klimenko | 20,34 m  |
| 4    | Allemagne        | Oliver-Sven Buder  | 20,10 m  |
| 5    | Union soviétique | Sergey Nikolayev   | 19,98 m  |
| 6    | Suède            | Kent Larsson       | 19,92 m  |
| 7    | Yougoslavie      | Dragan Peric       | 19,83 m  |
| 8    | États-Unis       | Ron Backes         | 19,34 m  |

| Rang | Pays             | Athlète             | Distance |
| ---- | ---------------- | ------------------- | -------- |
| 1    | Chine            | Huang Zhihong       | 20,83 m  |
| 2    | Union soviétique | Natalya Lisovskaya  | 20,29 m  |
| 3    | Union soviétique | Svetlana Krivelyova | 20,16 m  |
| 4    | Allemagne        | Claudia Losch       | 19,74 m  |
| 5    | Chine            | Zhou Tianhua        | 19,64 m  |
| 6    | Allemagne        | Stephanie Storp     | 19,50 m  |
| 7    | Union soviétique | Marina Antonyuk     | 19,12 m  |
| 8    | Allemagne        | Kathrin Neimke      | 18,83 m  |

## Lancer du marteau
| Rang | Pays             | Athlète            | Distance |
| ---- | ---------------- | ------------------ | -------- |
| 1    | Union soviétique | Youri Sedykh       | 81,70 m  |
| 2    | Union soviétique | Igor Astapkovich   | 80,94 m  |
| 3    | Allemagne        | Heinz Weis         | 80,44 m  |
| 4    | Hongrie          | Tibor Gécsek       | 78,98 m  |
| 5    | Union soviétique | Andrey Abduvaliyev | 78,30 m  |
| 6    | France           | Walter Ciofani     | 76,48 m  |
| 7    | États-Unis       | Ken Flax           | 75,98 m  |
| 8    | France           | Raphaël Piolanti   | 73,64 m  |

## Décathlon/Heptathlon
| Rang | Pays             | Athlète           | Points         |
| ---- | ---------------- | ----------------- | -------------- |
| 1    | États-Unis       | Dan O'Brien       | 8 812 pts (RC) |
| 2    | Canada           | Mike Smith        | 8 549 pts      |
| 3    | Allemagne        | Christian Schenk  | 8 394 pts      |
| 4    | Tchécoslovaquie  | Robert Zmelik     | 8 379 pts      |
| 5    | Finlande         | Petri Keskitalo   | 8 318 pts      |
| 6    | Nouvelle-Zélande | Simon Poelman     | 8 267 pts      |
| 7    | Union soviétique | Eduard Hämäläinen | 8 233 pts      |
| 8    | Espagne          | Antonio Peñalver  | 8 200 pts      |

| Rang | Pays             | Athlète             | Points          |
| ---- | ---------------- | ------------------- | --------------- |
| 1    | Allemagne        | Sabine Braun        | 6 672 pts       |
| 2    | Roumanie         | Liliana Nastase     | 6 493 pts       |
| 3    | Union soviétique | Irina Belova        | 6 448 pts       |
| 4    | Finlande         | Satu Ruotsalainen   | 6 404 pts       |
| 5    | Algérie          | Yasmina Azzizi      | 6 392 pts (RAf) |
| 6    | Pologne          | Urszula Wlodarczyk  | 6 391 pts       |
| 7    | Allemagne        | Peggy Beer          | 6 380 pts       |
| 8    | Union soviétique | Tatyana Zhuravlyova | 6 370 pts       |

## Légende
- RM : Record du monde
- RMJ : Record du monde junior
- RC : Record des championnats
- RAf : Record d'Afrique
- RAs : Record d'Asie
- RE : Record d'Europe
- ROc : Record d'Océanie
- RAmS : Record d'Amérique du Sud
- RN : Record national